# Hället, Borgå
Hället (finska: Pikku-Hella) är en ö i Finland.   Den ligger i kommunen Borgå i den ekonomiska regionen  Borgå  och landskapet Nyland, i den södra delen av landet, 40 km nordost om huvudstaden Helsingfors.